# Mercado Único y de Economía del Caribe

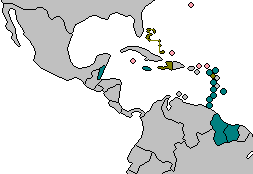
Mapa de los países de CARICOM que tienen un mercado único (CSM)
Miembros de CARICOM partes del CSM
Miembros de CARICOM no parte del CSM
Miembros de CARICOM asociados

El Mercado Único y de Economía del Caribe (CSME) es una iniciativa regional de la Comunidad del Caribe para facilitar la libre circulación de bienes, mano de obra y personas. El CSME está conformado por Antigua y Barbuda, Barbados, Belice, Dominica, Granada, Guyana, Jamaica, San Cristóbal y Nieves, Santa Lucía, San Vicente y las Granadinas, Surinam y Trinidad y Tobago.
En 1973 mediante la firma del Tratado de Chaguaramas incluía disposiciones para crear un Mercado Común dentro de la región del Caribe. En julio de 2001 se firmó el Tratado Revisado de Chaguaramas, que da origen el CSME, que entró en vigor el 1 de enero de 2006. El tratado fue revisado y actualizado para eliminar las barreras comerciales existentes y establecer un espacio de Mercado Único que incluía servicios, capital, tecnología y la libre circulación de profesionales calificados.